# Lai Runming
Lai Runming, född 5 maj 1963, är en kinesisk före detta tyngdlyftare.
Han blev olympisk silvermedaljör i 56-kilosklassen i tyngdlyftning vid sommarspelen 1984 i Los Angeles.